# (9607) 1992 DS6
(9607) 1992 DS6 est un astéroïde de la ceinture principale de 9,224 km de diamètre découvert en 1992.

## Description
(9607) 1992 DS6 a été découvert le 29 février 1992 à l'observatoire de La Silla, au Chili,  par le programme Uppsala-ESO Survey of Asteroids and Comets (UESAC).

### Caractéristiques orbitales
L'orbite de cet astéroïde est caractérisée par un demi-grand axe de 2,73 UA, un périhélie de 1,99 UA, une excentricité de 0,27 et une inclinaison de 8,31° par rapport à l'écliptique. Du fait de ces caractéristiques, à savoir un demi-grand axe compris entre 2 et 3,2 UA et un périhélie supérieur à 1,666 UA, il est classé, selon la JPL Small-Body Database, comme objet de la ceinture principale.

### Caractéristiques physiques
(9607) 1992 DS6 a une magnitude absolue (H) de 13,2 et un albédo estimé à 0,131, ce qui permet de calculer un diamètre de 9,224 km. Ces résultats ont été obtenus grâce aux observations du Wide-field Infrared Survey Explorer (WISE), un télescope spatial américain mis en orbite en 2009 et observant l'ensemble du ciel dans l'infrarouge, et publiés en 2011 dans un article présentant les premiers résultats concernant les astéroïdes de la ceinture principale.